# Kylmänperänsaari (ö i Lappland)
Kylmänperänsaari är en ö i Finland. Den ligger i sjön Ala-Suolijärvi och Oivanjärvi och i kommunen Posio i den ekonomiska regionen  Östra Lapplands ekonomiska region  och landskapet Lappland, i den norra delen av landet, 700 km norr om huvudstaden Helsingfors. Öns area är 1,4 hektar och dess största längd är 250 meter i nord-sydlig riktning.